# Saison 2024-2025 des Hawks d'Atlanta
La saison 2024-2025 des Hawks d'Atlanta est la 75e saison de la franchise en National Basketball Association (NBA) et la 57e saison dans la ville de Atlanta.
Le 18 avril, les Hawks sont éliminés de la course aux playoffs après leur défaite lors du Play-in face au Heat de Miami (114-123 (OT)). 

## Draft
| Tour | Choix | Joueur             | Poste | Nationalité | Provenance        |
| ---- | ----- | ------------------ | ----- | ----------- | ----------------- |
| 1    | 1     | Zaccharie Risacher | SF    | France      | JL Bourg (France) |

## Matchs

### Summer League
| Summer League Total: 0-5 |

| Match | Date match | Équipe      | Score         | Meilleur marqueur       | Meilleur rebondeur | Meilleur passeur   | Lieux Spectateurs      | Série |
| ----- | ---------- | ----------- | ------------- | ----------------------- | ------------------ | ------------------ | ---------------------- | ----- |
| 1     | 12 juillet | Washington  | D 88-94       | Zaccharie Risacher (18) | Dylan Windler (8)  | Keaton Wallace (6) | Thomas & Mack Center 0 | 0 - 1 |
| 2     | 14 juillet | San Antonio | D 76-79       | E. J. Liddell (22)      | Dylan Windler (12) | Quatre joueurs (3) | Thomas & Mack Center 0 | 0 - 2 |
| 3     | 17 juillet | L.A. Lakers | D 86-87       | Robert Baker (17)       | Miles Norris (8)   | Keaton Wallace (5) | Thomas & Mack Center 0 | 0 - 3 |
| 4     | 19 juillet | Chicago     | D 99-103 (OT) | Keaton Wallace (22)     | Dylan Windler (7)  | Jarkel Joiner (8)  | Thomas & Mack Center 0 | 0 - 4 |
| 5     | 20 juillet | New York    | D 82-90       | Keaton Wallace (23)     | Miles Norris (9)   | Keaton Wallace (9) | Cox Pavilion 0         | 0 - 5 |

### Pré-saison
| Pré-saison Total: 1-3 (Domicile : 1-1; Extérieur : 0-2) |

| Match | Date match | Équipe          | Score     | Meilleur marqueur       | Meilleur rebondeur   | Meilleur passeur   | Lieux Spectateurs       | Série |
| ----- | ---------- | --------------- | --------- | ----------------------- | -------------------- | ------------------ | ----------------------- | ----- |
| 1     | 8 octobre  | Indiana         | V 131-130 | Jalen Johnson (19)      | Jalen Johnson (10)   | Krejčí, Young (6)  | State Farm Arena 10 378 | 1 - 0 |
| 2     | 14 octobre | Philadelphie    | D 89-104  | Zaccharie Risacher (14) | Larry Nance Jr. (10) | Trae Young (9)     | State Farm Arena 13 203 | 1 - 1 |
| 3     | 16 octobre | @ Miami         | D 111-120 | Jalen Johnson (21)      | Daniels, Johnson (5) | Trae Young (7)     | Kaseya Center 19 600    | 1 - 2 |
| 4     | 17 octobre | @ Oklahoma City | D 99-104  | Kobe Bufkin (31)        | David Roddy (12)     | Quatre joueurs (4) | Paycom Center 0         | 1 - 3 |

### Saison régulière
| Saison régulière Total: 40-42 (Domicile : 21-19; Extérieur : 19-23) |

| Match | Date match | Équipe          | Score     | Meilleur marqueur  | Meilleur rebondeur | Meilleur passeur | Lieux Spectateurs        | Série |
| ----- | ---------- | --------------- | --------- | ------------------ | ------------------ | ---------------- | ------------------------ | ----- |
| 1     | 23 octobre | Brooklyn        | V 120-116 | Trae Young (30)    | Jalen Johnson (10) | Trae Young (12)  | State Farm Arena 17 548  | 1 - 0 |
| 2     | 25 octobre | Charlotte       | V 125-120 | Trae Young (38)    | Okongwu, Young (8) | Trae Young (10)  | State Farm Arena 14 433  | 2 - 0 |
| 3     | 27 octobre | @ Oklahoma City | D 104-128 | Trae Young (24)    | Clint Capela (10)  | Trae Young (8)   | Paycom Center 18 203     | 2 - 1 |
| 4     | 28 octobre | Washington      | D 119-121 | Jalen Johnson (29) | Jalen Johnson (12) | Trae Young (13)  | State Farm Arena 14 566  | 2 - 2 |
| 5     | 30 octobre | @ Washington    | D 120-133 | Trae Young (35)    | Jalen Johnson (17) | Trae Young (15)  | Capital One Arena 14 255 | 2 - 3 |

| Match                                  | Date match   | Équipe                | Score     | Meilleur marqueur       | Meilleur rebondeur  | Meilleur passeur   | Lieux Spectateurs                 | Série   |
| -------------------------------------- | ------------ | --------------------- | --------- | ----------------------- | ------------------- | ------------------ | --------------------------------- | ------- |
| 6                                      | 1er novembre | Sacramento            | D 115-123 | Trae Young (25)         | Clint Capela (10)   | Trae Young (12)    | State Farm Arena 15 156           | 2 - 4   |
| 7                                      | 3 novembre   | @ La Nouvelle-Orléans | V 126-111 | Jalen Johnson (29)      | Jalen Johnson (9)   | Trae Young (12)    | Smoothie King Center 15 505       | 3 - 4   |
| 8                                      | 4 novembre   | Boston                | D 93-123  | Jalen Johnson (20)      | Jalen Johnson (11)  | Trae Young (6)     | State Farm Arena 15 031           | 3 - 5   |
| 9                                      | 6 novembre   | New York              | V 121-116 | Zaccharie Risacher (33) | Jalen Johnson (15)  | Trae Young (10)    | State Farm Arena 16 072           | 4 - 5   |
| 10                                     | 8 novembre   | @ Détroit             | D 121-122 | Trae Young (35)         | Clint Capela (12)   | Trae Young (13)    | Little Caesars Arena 17 913       | 4 - 6   |
| 11                                     | 9 novembre   | Chicago               | D 113-125 | Capela, Johnson (20)    | Clint Capela (9)    | Trae Young (16)    | State Farm Arena 17 826           | 4 - 7   |
| 12                                     | 12 novembre  | @ Boston*             | V 117-116 | Dyson Daniels (28)      | Jalen Johnson (13)  | Jalen Johnson (10) | TD Garden 19 156                  | 5 - 7   |
| 13                                     | 15 novembre  | Washington*           | V 129-117 | Dyson Daniels (25)      | Trois joueurs (13)  | Trae Young (9)     | State Farm Arena 16 038           | 6 - 7   |
| 14                                     | 17 novembre  | @ Portland            | D 110-114 | Trae Young (29)         | Onyeka Okongwu (11) | Trae Young (8)     | Moda Center 17 384                | 6 - 8   |
| 15                                     | 18 novembre  | @ Sacramento          | V 109-108 | De'Andre Hunter (24)    | Clint Capela (14)   | Trae Young (19)    | Golden 1 Center 16 333            | 7 - 8   |
| 16                                     | 20 novembre  | @ Golden State        | D 97-120  | Jalen Johnson (15)      | Jalen Johnson (14)  | Trae Young (11)    | Chase Center 18 064               | 7 - 9   |
| 17                                     | 22 novembre  | @ Chicago*            | D 122-136 | Johnson, Young (25)     | Jalen Johnson (13)  | Trae Young (13)    | United Center 19 979              | 7 - 10  |
| 18                                     | 25 novembre  | Dallas                | D 119-129 | Jalen Johnson (28)      | Jalen Johnson (11)  | Trae Young (16)    | State Farm Arena 17 186           | 7 - 11  |
| 19                                     | 27 novembre  | @ Cleveland           | V 135-124 | De'Andre Hunter (26)    | Dyson Daniels (10)  | Trae Young (22)    | Rocket Mortgage FieldHouse 19 432 | 8 - 11  |
| 20                                     | 29 novembre  | Cleveland*            | V 117-101 | De'Andre Hunter (23)    | Clint Capela (13)   | Trae Young (11)    | State Farm Arena 17 881           | 9 - 11  |
| 21                                     | 30 novembre  | @ Charlotte           | V 107-104 | Jalen Johnson (20)      | Clint Capela (14)   | Jalen Johnson (9)  | Spectrum Center 17 969            | 10 - 11 |
| *Matchs comptant pour la NBA Cup 2024. |              |                       |           |                         |                     |                    |                                   |         |

| Match                                  | Date match  | Équipe              | Score          | Meilleur marqueur    | Meilleur rebondeur   | Meilleur passeur   | Lieux Spectateurs            | Série   |
| -------------------------------------- | ----------- | ------------------- | -------------- | -------------------- | -------------------- | ------------------ | ---------------------------- | ------- |
| 22                                     | 2 décembre  | La Nouvelle-Orléans | V 124-112      | De'Andre Hunter (22) | Clint Capela (17)    | Trae Young (15)    | State Farm Arena 15 034      | 11 - 11 |
| 23                                     | 4 décembre  | @ Milwaukee         | V 119-104      | Jalen Johnson (23)   | Clint Capela (17)    | Trae Young (7)     | Fiserv Forum 17 341          | 12 - 11 |
| 24                                     | 6 décembre  | L.A. Lakers         | V 134-132 (OT) | Trae Young (31)      | Jalen Johnson (10)   | Trae Young (20)    | State Farm Arena 18 040      | 13 - 11 |
| 25                                     | 8 décembre  | Denver              | D 111-141      | De'Andre Hunter (20) | Clint Capela (10)    | Trae Young (10)    | State Farm Arena 16 137      | 13 - 12 |
| 26                                     | 11 décembre | @ New York*         | V 108-100      | Trae Young (22)      | Jalen Johnson (15)   | Trae Young (11)    | Madison Square Garden 19 812 | 14 - 12 |
| 27                                     | 14 décembre | @ Milwaukee*        | D 102-110      | Trae Young (35)      | Jalen Johnson (10)   | Trae Young (10)    | T-Mobile Arena 17 113        | 14 - 13 |
| 28                                     | 19 décembre | @ San Antonio       | D 126-133 (OT) | De'Andre Hunter (27) | Larry Nance Jr. (13) | Trae Young (16)    | Frost Bank Center 17 852     | 14 - 14 |
| 29                                     | 21 décembre | Memphis             | D 112-128      | De'Andre Hunter (26) | Jalen Johnson (11)   | Jalen Johnson (8)  | State Farm Arena 16 909      | 14 - 15 |
| 30                                     | 23 décembre | Minnesota           | V 117-104      | Trae Young (29)      | Jalen Johnson (11)   | Johnson, Young (7) | State Farm Arena 17 051      | 15 - 15 |
| 31                                     | 26 décembre | Chicago             | V 141-133      | Jalen Johnson (30)   | Jalen Johnson (15)   | Trae Young (13)    | State Farm Arena 17 760      | 16 - 15 |
| 32                                     | 28 décembre | Miami               | V 120-110      | Jalen Johnson (28)   | Jalen Johnson (13)   | Trae Young (15)    | State Farm Arena 17 856      | 17 - 15 |
| 33                                     | 29 décembre | @ Toronto           | V 136-107      | Trae Young (34)      | Clint Capela (12)    | Trae Young (10)    | Scotiabank Arena 19 359      | 18 - 15 |
| *Matchs comptant pour la NBA Cup 2024. |             |                     |                |                      |                      |                    |                              |         |

| Match                                                                  | Date match  | Équipe          | Score          | Meilleur marqueur       | Meilleur rebondeur    | Meilleur passeur   | Lieux Spectateurs                 | Série   |
| ---------------------------------------------------------------------- | ----------- | --------------- | -------------- | ----------------------- | --------------------- | ------------------ | --------------------------------- | ------- |
| 34                                                                     | 1er janvier | @ Denver        | D 120-139      | Trae Young (30)         | Capela, Okongwu (7)   | Trae Young (9)     | Ball Arena 19 902                 | 18 - 16 |
| 35                                                                     | 3 janvier   | @ L.A. Lakers   | D 102-119      | Trae Young (33)         | Onyeka Okongwu (11)   | Trae Young (9)     | Crypto.com Arena 18 997           | 18 - 17 |
| 36                                                                     | 4 janvier   | @ L.A. Clippers | D 105-131      | Trae Young (20)         | Mathews, Okongwu (8)  | Trae Young (14)    | Intuit Dome 17 927                | 18 - 18 |
| 37                                                                     | 7 janvier   | @ Utah          | V 124-121      | Trae Young (24)         | Onyeka Okongwu (9)    | Trae Young (20)    | Delta Center 18 175               | 19 - 18 |
| 38                                                                     | 9 janvier   | @ Phoenix       | D 115-123      | Trae Young (21)         | Clint Capela (11)     | Trae Young (7)     | Footprint Center 17 071           | 19 - 19 |
| -                                                                      | 11 janvier  | Houston         | Reporté*       | Reporté*                | Reporté*              | Reporté*           | State Farm Arena                  | -       |
| 39                                                                     | 14 janvier  | Phoenix         | V 122-117      | Trae Young (43)         | Onyeka Okongwu (21)   | Vít Krejčí (6)     | State Farm Arena 16 221           | 20 - 19 |
| 40                                                                     | 15 janvier  | @ Chicago       | V 110-94       | Keaton Wallace (27)     | Onyeka Okongwu (13)   | Onyeka Okongwu (7) | United Center 17 692              | 21 - 19 |
| 41                                                                     | 18 janvier  | @ Boston        | V 119-115 (OT) | Trae Young (28)         | Johnson, Okongwu (13) | Trae Young (11)    | TD Garden 19 156                  | 22 - 19 |
| 42                                                                     | 20 janvier  | @ New York      | D 110-119      | Trae Young (27)         | Jalen Johnson (12)    | Trae Young (6)     | Madison Square Garden 19 812      | 22 - 20 |
| 43                                                                     | 22 janvier  | Détroit         | D 104-114      | Dyson Daniels (20)      | Trois joueurs (10)    | Trae Young (9)     | State Farm Arena 13 983           | 22 - 21 |
| 44                                                                     | 23 janvier  | Toronto         | D 119-122      | Bogdan Bogdanović (23)  | Onyeka Okongwu (12)   | Trae Young (13)    | State Farm Arena 14 662           | 22 - 22 |
| 45                                                                     | 25 janvier  | Toronto         | D 94-117       | Vít Krejčí (20)         | Onyeka Okongwu (8)    | Vít Krejčí (7)     | State Farm Arena 17 868           | 22 - 23 |
| 46                                                                     | 27 janvier  | @ Minnesota     | D 92-100       | De'Andre Hunter (35)    | Clint Capela (15)     | Keaton Wallace (7) | Target Center 18 978              | 22 - 24 |
| 47                                                                     | 28 janvier  | Houston         | D 96-100       | Trae Young (21)         | Dyson Daniels (10)    | Trae Young (9)     | State Farm Arena 15 553           | 22 - 25 |
| 48                                                                     | 30 janvier  | @ Cleveland     | D 115-137      | Zaccharie Risacher (30) | Daniels, Okongwu (7)  | Trae Young (10)    | Rocket Mortgage FieldHouse 19 432 | 22 - 26 |
| * Le match a été reporté à cause des conditions climatiques à Atlanta. |             |                 |                |                         |                       |                    |                                   |         |

| Match                  | Date match  | Équipe        | Score          | Meilleur marqueur    | Meilleur rebondeur      | Meilleur passeur   | Lieux Spectateurs            | Série   |
| ---------------------- | ----------- | ------------- | -------------- | -------------------- | ----------------------- | ------------------ | ---------------------------- | ------- |
| 49                     | 1er février | @ Indiana     | D 127-132      | Trae Young (34)      | Onyeka Okongwu (11)     | Trae Young (17)    | Gainbridge Fieldhouse 17 274 | 22 - 27 |
| 50                     | 3 février   | @ Détroit     | V 132-130      | Trae Young (34)      | Larry Nance Jr. (10)    | Trae Young (9)     | Little Caesars Arena 15 988  | 23 - 27 |
| 51                     | 5 février   | San Antonio   | D 125-126      | Trae Young (32)      | Onyeka Okongwu (12)     | Trae Young (12)    | State Farm Arena 17 191      | 23 - 28 |
| 52                     | 7 février   | Milwaukee     | V 115-110      | Trae Young (24)      | Gueye, Okongwu (12)     | Dyson Daniels (10) | State Farm Arena 16 378      | 24 - 28 |
| 53                     | 8 février   | @ Washington  | V 125-111      | Trae Young (35)      | Dyson Daniels (9)       | Trae Young (14)    | Capital One Arena 16 835     | 25 - 28 |
| 54                     | 10 février  | @ Orlando     | V 112-106      | Trae Young (19)      | Caris LeVert (8)        | Trae Young (8)     | Kia Center 18 055            | 26 - 28 |
| 55                     | 12 février  | @ New York    | D 148-149 (OT) | Trae Young (38)      | Onyeka Okongwu (14)     | Trae Young (19)    | Madison Square Garden 19 812 | 26 - 29 |
| NBA All-Star Game 2025 |             |               |                |                      |                         |                    |                              |         |
| 56                     | 20 février  | Orlando       | D 108-114      | Trae Young (38)      | Zaccharie Risacher (12) | Trae Young (6)     | State Farm Arena 16 436      | 26 - 30 |
| 57                     | 23 février  | Détroit       | D 143-148      | Trae Young (38)      | Onyeka Okongwu (9)      | Trae Young (13)    | State Farm Arena 17 051      | 26 - 31 |
| 58                     | 24 février  | Miami         | V 98-86        | Onyeka Okongwu (17)  | Capela, Daniels (11)    | Trae Young (14)    | State Farm Arena 16 189      | 27 - 31 |
| 59                     | 26 février  | @ Miami       | D 109-131      | Dyson Daniels (18)   | Onyeka Okongwu (9)      | Trae Young (8)     | Kaseya Center 19 600         | 27 - 32 |
| 60                     | 28 février  | Oklahoma City | D 119-135      | LeVert, Okongwu (23) | Onyeka Okongwu (13)     | Trae Young (12)    | State Farm Arena 17 712      | 27 - 33 |

| Match | Date match | Équipe        | Score     | Meilleur marqueur       | Meilleur rebondeur   | Meilleur passeur  | Lieux Spectateurs       | Série   |
| ----- | ---------- | ------------- | --------- | ----------------------- | -------------------- | ----------------- | ----------------------- | ------- |
| 61    | 3 mars     | @ Memphis     | V 132-130 | Zaccharie Risacher (27) | Onyeka Okongwu (12)  | Trae Young (15)   | FedExForum 15 719       | 28 - 33 |
| 62    | 4 mars     | Milwaukee     | D 121-127 | Trae Young (28)         | Daniels, Okongwu (9) | Trae Young (13)   | State Farm Arena 16 008 | 28 - 34 |
| 63    | 6 mars     | Indiana       | V 124-118 | Georges Niang (24)      | Onyeka Okongwu (13)  | Trae Young (16)   | State Farm Arena 15 656 | 29 - 34 |
| 64    | 8 mars     | Indiana       | V 120-118 | Trae Young (36)         | Onyeka Okongwu (16)  | Trae Young (8)    | State Farm Arena 17 057 | 30 - 34 |
| 65    | 10 mars    | Philadelphie  | V 132-123 | Dyson Daniels (25)      | Clint Capela (9)     | Dyson Daniels (9) | State Farm Arena 15 269 | 31 - 34 |
| 66    | 12 mars    | Charlotte     | V 123-110 | Trae Young (35)         | Onyeka Okongwu (10)  | Trae Young (12)   | State Farm Arena 15 901 | 32 - 34 |
| 67    | 14 mars    | L.A. Clippers | D 98-121  | Onyeka Okongwu (18)     | Onyeka Okongwu (10)  | Trae Young (7)    | State Farm Arena 16 561 | 32 - 35 |
| 68    | 16 mars    | @ Brooklyn    | D 114-122 | Trae Young (28)         | Onyeka Okongwu (15)  | Trae Young (12)   | Barclays Center 17 926  | 32 - 36 |
| 69    | 18 mars    | @ Charlotte   | V 134-102 | Trae Young (31)         | Onyeka Okongwu (10)  | Trae Young (8)    | Spectrum Center 15 341  | 33 - 36 |
| 70    | 22 mars    | Golden State  | V 124-115 | Trae Young (25)         | Onyeka Okongwu (12)  | Trae Young (10)   | State Farm Arena 17 864 | 34 - 36 |
| 71    | 23 mars    | Philadelphie  | V 132-119 | Trae Young (28)         | Dominick Barlow (10) | Trae Young (12)   | State Farm Arena 16 161 | 35 - 36 |
| 72    | 25 mars    | @ Houston     | D 114-121 | Daniels, Young (19)     | Onyeka Okongwu (15)  | Trae Young (12)   | Toyota Center 16 817    | 35 - 37 |
| 73    | 27 mars    | @ Miami       | D 112-122 | Trae Young (29)         | Onyeka Okongwu (9)   | Trae Young (12)   | Kaseya Center 19 700    | 35 - 38 |
| 74    | 30 mars    | @ Milwaukee   | V 145-124 | Zaccharie Risacher (36) | Onyeka Okongwu (10)  | Trae Young (19)   | Fiserv Forum 17 341     | 36 - 38 |

| Match | Date match | Équipe         | Score     | Meilleur marqueur       | Meilleur rebondeur  | Meilleur passeur    | Lieux Spectateurs                        | Série   |
| ----- | ---------- | -------------- | --------- | ----------------------- | ------------------- | ------------------- | ---------------------------------------- | ------- |
| 75    | 1er avril  | Portland       | D 113-127 | Trae Young (29)         | Dyson Daniels (10)  | Trae Young (15)     | State Farm Arena 17 124                  | 36 - 39 |
| 76    | 2 avril    | @ Dallas       | D 118-120 | Trae Young (25)         | Onyeka Okongwu (14) | Trae Young (12)     | American Airlines Center Not Yet Counted | 36 - 40 |
| 77    | 5 avril    | New York       | D 105-121 | Trae Young (16)         | Terance Mann (6)    | Trae Young (9)      | State Farm Arena 16 199                  | 36 - 41 |
| 78    | 6 avril    | Utah           | V 147-134 | Onyeka Okongwu (27)     | Onyeka Okongwu (12) | Trae Young (15)     | State Farm Arena 16 331                  | 37 - 41 |
| 79    | 8 avril    | @ Orlando      | D 112-119 | Onyeka Okongwu (30)     | Onyeka Okongwu (14) | Trae Young (10)     | Kia Center 18 846                        | 37 - 42 |
| 80    | 10 avril   | @ Brooklyn     | V 133-109 | Zaccharie Risacher (38) | Onyeka Okongwu (15) | Trae Young (12)     | Barclays Center 17 926                   | 38 - 42 |
| 81    | 11 avril   | @ Philadelphie | V 124-110 | Trae Young (36)         | Mouhamed Gueye (18) | Trae Young (11)     | Wells Fargo Center 19 752                | 39 - 42 |
| 82    | 13 avril   | Orlando        | V 117-105 | Terance Mann (19)       | Keaton Wallace (11) | Keaton Wallace (15) | State Farm Arena 17 714                  | 40 - 42 |

### Play-in tournament
| Play-in Total: 0-2 (Domicile : 0-1; Extérieur : 0-1) |

| Match | Date match | Équipe    | Score    | Meilleur marqueur | Meilleur rebondeur | Meilleur passeur  | Lieux Spectateurs | Série |
| ----- | ---------- | --------- | -------- | ----------------- | ------------------ | ----------------- | ----------------- | ----- |
| 1     | 15 avril   | @ Orlando | D 95-120 | Trae Young (28)   | Dyson Daniels (12) | Dyson Daniels (7) | Kia Center 18 846 | 0 - 1 |

| Match | Date match | Équipe | Score          | Meilleur marqueur | Meilleur rebondeur  | Meilleur passeur | Lieux Spectateurs       | Série |
| ----- | ---------- | ------ | -------------- | ----------------- | ------------------- | ---------------- | ----------------------- | ----- |
| 2     | 18 avril   | Miami  | D 114-123 (OT) | Trae Young (29)   | Onyeka Okongwu (12) | Trae Young (11)  | State Farm Arena 17 690 | 0 - 2 |

### Confrontations en saison régulière
| Conférence Est      | Conférence Est                              | Conférence Est                              | Conférence Est                              | Conférence Est                              | Conférence Est                              | Conférence Ouest                            | Conférence Ouest                            | Conférence Ouest                            |
| Division Atlantique | Division Atlantique                         | Division Atlantique                         | Division Atlantique                         | Division Atlantique                         | Division Atlantique                         | Division Nord-Ouest                         | Division Nord-Ouest                         | Division Nord-Ouest                         |
| Équipe              | Domicile                                    | Domicile                                    | Extérieur                                   | Extérieur                                   | Extérieur                                   | Équipe                                      | Domicile                                    | Extérieur                                   |
| ------------------- | ------------------------------------------- | ------------------------------------------- | ------------------------------------------- | ------------------------------------------- | ------------------------------------------- | ------------------------------------------- | ------------------------------------------- | ------------------------------------------- |
| Boston              | 93-123                                      |                                             | 117-116                                     | 119-115 (OT)                                |                                             | Denver                                      | 111-141                                     | 120-139                                     |
| Brooklyn            | 120-116                                     |                                             | 114-122                                     | 133-109                                     |                                             | Minnesota                                   | 117-104                                     | 92-100                                      |
| New York            | 121-116                                     | 105-121                                     | 108-100                                     | 110-119                                     | 148-149 (OT)                                | Oklahoma City                               | 119-135                                     | 104-128                                     |
| Philadelphie        | 132-123                                     | 132-119                                     | 124-110                                     |                                             |                                             | Portland                                    | 113-127                                     | 110-114                                     |
| Toronto             | 119-122                                     | 94-117                                      | 136-107                                     |                                             |                                             | Utah                                        | 147-134                                     | 124-121                                     |
| Division            | 10–7 (Domicile : 4–4; Extérieur : 6–3)      | 10–7 (Domicile : 4–4; Extérieur : 6–3)      | 10–7 (Domicile : 4–4; Extérieur : 6–3)      | 10–7 (Domicile : 4–4; Extérieur : 6–3)      | 10–7 (Domicile : 4–4; Extérieur : 6–3)      | Division                                    | 3–7 (Domicile : 2–3; Extérieur : 1–4)       | 3–7 (Domicile : 2–3; Extérieur : 1–4)       |
| Division Centrale   | Division Centrale                           | Division Centrale                           | Division Centrale                           | Division Centrale                           | Division Centrale                           | Division Pacifique                          | Division Pacifique                          | Division Pacifique                          |
| Équipe              | Domicile                                    | Domicile                                    | Extérieur                                   | Extérieur                                   | Extérieur                                   | Équipe                                      | Domicile                                    | Extérieur                                   |
| Chicago             | 113-125                                     | 141-133                                     | 122-136                                     | 110-94                                      |                                             | Golden State                                | 124-115                                     | 97-120                                      |
| Cleveland           | 117-101                                     |                                             | 135-124                                     | 115-137                                     |                                             | L.A. Clippers                               | 98-121                                      | 105-131                                     |
| Détroit             | 104-114                                     | 143-148                                     | 121-122                                     | 132-130                                     |                                             | L.A. Lakers                                 | 134-132 (OT)                                | 102-119                                     |
| Indiana             | 124-118                                     | 120-118                                     | 127-132                                     |                                             |                                             | Phoenix                                     | 122-117                                     | 115-123                                     |
| Milwaukee           | 115-110                                     | 121-127                                     | 119-104                                     | 102-110                                     | 145-124                                     | Sacramento                                  | 115-123                                     | 109-108                                     |
| Division            | 10–9 (Domicile : 5–4; Extérieur : 5–5)      | 10–9 (Domicile : 5–4; Extérieur : 5–5)      | 10–9 (Domicile : 5–4; Extérieur : 5–5)      | 10–9 (Domicile : 5–4; Extérieur : 5–5)      | 10–9 (Domicile : 5–4; Extérieur : 5–5)      | Division                                    | 4–6 (Domicile : 3–2; Extérieur : 1–4)       | 4–6 (Domicile : 3–2; Extérieur : 1–4)       |
| Division Sud-Est    | Division Sud-Est                            | Division Sud-Est                            | Division Sud-Est                            | Division Sud-Est                            | Division Sud-Est                            | Division Sud-Ouest                          | Division Sud-Ouest                          | Division Sud-Ouest                          |
| Équipe              | Domicile                                    | Domicile                                    | Extérieur                                   | Extérieur                                   | Extérieur                                   | Équipe                                      | Domicile                                    | Extérieur                                   |
|                     |                                             |                                             |                                             |                                             |                                             | Dallas                                      | 119-129                                     | 118-120                                     |
| Charlotte           | 125-120                                     | 123-110                                     | 107-104                                     | 134-102                                     |                                             | Houston                                     | 96-100                                      | 114-121                                     |
| Miami               | 120-110                                     | 98-86                                       | 109-131                                     | 112-122                                     |                                             | Memphis                                     | 112-128                                     | 132-130                                     |
| Orlando             | 108-114                                     | 117-105                                     | 112-106                                     | 112-119                                     |                                             | New Orleans                                 | 124-112                                     | 126-111                                     |
| Washington          | 119-121                                     | 129-117                                     | 120-133                                     | 125-111                                     |                                             | San Antonio                                 | 125-126                                     | 126-133 (OT)                                |
| Division            | 10–6 (Domicile : 6–2; Extérieur : 5–4)      | 10–6 (Domicile : 6–2; Extérieur : 5–4)      | 10–6 (Domicile : 6–2; Extérieur : 5–4)      | 10–6 (Domicile : 6–2; Extérieur : 5–4)      | 10–6 (Domicile : 6–2; Extérieur : 5–4)      | Division                                    | 3–7 (Domicile : 1–4; Extérieur : 2–3)       | 3–7 (Domicile : 1–4; Extérieur : 2–3)       |
| Conférence          | 30–22 (Domicile : 15–10; Extérieur : 15–12) | 30–22 (Domicile : 15–10; Extérieur : 15–12) | 30–22 (Domicile : 15–10; Extérieur : 15–12) | 30–22 (Domicile : 15–10; Extérieur : 15–12) | 30–22 (Domicile : 15–10; Extérieur : 15–12) | Conférence                                  | 10–20 (Domicile : 6–9; Extérieur : 4–11)    | 10–20 (Domicile : 6–9; Extérieur : 4–11)    |
| Total               | 40–42 (Domicile : 21–19; Extérieur : 19–23) | 40–42 (Domicile : 21–19; Extérieur : 19–23) | 40–42 (Domicile : 21–19; Extérieur : 19–23) | 40–42 (Domicile : 21–19; Extérieur : 19–23) | 40–42 (Domicile : 21–19; Extérieur : 19–23) | 40–42 (Domicile : 21–19; Extérieur : 19–23) | 40–42 (Domicile : 21–19; Extérieur : 19–23) | 40–42 (Domicile : 21–19; Extérieur : 19–23) |

## Classements

### Saison régulière
| Conférence Est | Conférence Est             | Conférence Est | Conférence Est | Conférence Est | Conférence Est | Conférence Est | Conférence Est |
| No             | Franchise                  | Vic.           | Déf.           | MJ             | V/D            | GB             |                |
| -------------- | -------------------------- | -------------- | -------------- | -------------- | -------------- | -------------- | -------------- |
| 1              | Cavaliers de Cleveland - c | 64             | 18             | 82             | .780           | –              |                |
| 2              | Celtics de Boston - y      | 61             | 21             | 82             | .744           | 3              |                |
| 3              | Knicks de New York - x     | 51             | 31             | 82             | .622           | 13             |                |
| 4              | Pacers de l'Indiana - x    | 50             | 32             | 82             | .610           | 14             |                |
| 5              | Bucks de Milwaukee - x     | 48             | 34             | 82             | .585           | 16             |                |
| 6              | Pistons de Détroit - x     | 44             | 38             | 82             | .537           | 20             |                |
|                |                            |                |                |                |                |                |                |
| 7              | Magic d'Orlando - y        | 41             | 41             | 82             | .500           | 23             |                |
| 8              | Hawks d'Atlanta - pi       | 40             | 42             | 82             | .488           | 24             |                |
| 9              | Bulls de Chicago - pi      | 39             | 43             | 82             | .476           | 25             |                |
| 10             | Heat de Miami - x          | 37             | 45             | 82             | .451           | 27             |                |
|                |                            |                |                |                |                |                |                |
| 11             | Raptors de Toronto - o     | 30             | 52             | 82             | .366           | 34             |                |
| 12             | Nets de Brooklyn - o       | 26             | 56             | 82             | .317           | 38             |                |
| 13             | 76ers de Philadelphie - o  | 24             | 58             | 82             | .293           | 40             |                |
| 14             | Hornets de Charlotte - o   | 19             | 63             | 82             | .232           | 45             |                |
| 15             | Wizards de Washington - o  | 18             | 64             | 82             | .220           | 46             |                |

| Division Sud-Est          | V  | D  | MJ | V/D  | GB | Dom   | Ext   | Neu | Div  |
| ------------------------- | -- | -- | -- | ---- | -- | ----- | ----- | --- | ---- |
| Magic d'Orlando - y - pi  | 41 | 41 | 82 | .500 | –  | 22-19 | 19-22 | 0-0 | 12-4 |
| Hawks d'Atlanta - pi      | 40 | 42 | 82 | .488 | 1  | 21-19 | 19-22 | 0-1 | 10-6 |
| Heat de Miami - x         | 37 | 45 | 82 | .451 | 4  | 19-22 | 17-23 | 1-0 | 10-6 |
| Hornets de Charlotte - o  | 19 | 63 | 82 | .232 | 22 | 12-29 | 7-34  | 0-0 | 1-15 |
| Wizards de Washington - o | 18 | 64 | 82 | .220 | 23 | 8-32  | 10-31 | 0-1 | 7-9  |

### NBA In-Season Tournament
| Rang | Équipe                 | %    | J | G | P | Pp  | Pc  | Diff |
| ---- | ---------------------- | ---- | - | - | - | --- | --- | ---- |
| 1    | Hawks d'Atlanta        | .750 | 4 | 3 | 1 | 485 | 470 | 15   |
| 2    | Celtics de Boston      | .750 | 4 | 3 | 1 | 482 | 459 | 23   |
| 3    | Cavaliers de Cleveland | .500 | 4 | 2 | 2 | 480 | 450 | 30   |
| 4    | Bulls de Chicago       | .500 | 4 | 2 | 2 | 518 | 512 | 6    |
| 5    | Wizards de Washington  | .000 | 4 | 0 | 4 | 408 | 482 | -74  |

|  | Quarts de finale                     | Quarts de finale                 | Quarts de finale                 | Quarts de finale                 |                         |                         | Demi-finales                     | Demi-finales                     | Demi-finales                     | Demi-finales                     |  |  | Finale                           | Finale                           | Finale                           | Finale                           |
|  |                                      |                                  |                                  |                                  |                         |                         |                                  |                                  |                                  |                                  |  |  |                                  |                                  |                                  |                                  |
|  | 10 décembre 2024 – Milwaukee, WI     | 10 décembre 2024 – Milwaukee, WI | 10 décembre 2024 – Milwaukee, WI | 10 décembre 2024 – Milwaukee, WI |                         |                         | 14 décembre 2024 – Las Vegas, NV | 14 décembre 2024 – Las Vegas, NV | 14 décembre 2024 – Las Vegas, NV | 14 décembre 2024 – Las Vegas, NV |  |  | 17 décembre 2024 – Las Vegas, NV | 17 décembre 2024 – Las Vegas, NV | 17 décembre 2024 – Las Vegas, NV | 17 décembre 2024 – Las Vegas, NV |
|  | 10 décembre 2024 – Milwaukee, WI     | 10 décembre 2024 – Milwaukee, WI | 10 décembre 2024 – Milwaukee, WI | 10 décembre 2024 – Milwaukee, WI |                         |                         | 14 décembre 2024 – Las Vegas, NV | 14 décembre 2024 – Las Vegas, NV | 14 décembre 2024 – Las Vegas, NV | 14 décembre 2024 – Las Vegas, NV |  |  | 17 décembre 2024 – Las Vegas, NV | 17 décembre 2024 – Las Vegas, NV | 17 décembre 2024 – Las Vegas, NV | 17 décembre 2024 – Las Vegas, NV |
|  | Bucks de Milwaukee                   | Bucks de Milwaukee               | 114                              | 114                              |                         |                         | 14 décembre 2024 – Las Vegas, NV | 14 décembre 2024 – Las Vegas, NV | 14 décembre 2024 – Las Vegas, NV | 14 décembre 2024 – Las Vegas, NV |  |  | 17 décembre 2024 – Las Vegas, NV | 17 décembre 2024 – Las Vegas, NV | 17 décembre 2024 – Las Vegas, NV | 17 décembre 2024 – Las Vegas, NV |
|  | Bucks de Milwaukee                   | Bucks de Milwaukee               | 114                              | 114                              |                         |                         | 14 décembre 2024 – Las Vegas, NV | 14 décembre 2024 – Las Vegas, NV | 14 décembre 2024 – Las Vegas, NV | 14 décembre 2024 – Las Vegas, NV |  |  | 17 décembre 2024 – Las Vegas, NV | 17 décembre 2024 – Las Vegas, NV | 17 décembre 2024 – Las Vegas, NV | 17 décembre 2024 – Las Vegas, NV |
|  | Magic d'Orlando                      | Magic d'Orlando                  | 109                              | 109                              |                         |                         | 14 décembre 2024 – Las Vegas, NV | 14 décembre 2024 – Las Vegas, NV | 14 décembre 2024 – Las Vegas, NV | 14 décembre 2024 – Las Vegas, NV |  |  | 17 décembre 2024 – Las Vegas, NV | 17 décembre 2024 – Las Vegas, NV | 17 décembre 2024 – Las Vegas, NV | 17 décembre 2024 – Las Vegas, NV |
|  | Magic d'Orlando                      | Magic d'Orlando                  | 109                              | 109                              | Bucks de Milwaukee      | Bucks de Milwaukee      | 110                              | 110                              |                                  |                                  |  |  | 17 décembre 2024 – Las Vegas, NV | 17 décembre 2024 – Las Vegas, NV | 17 décembre 2024 – Las Vegas, NV | 17 décembre 2024 – Las Vegas, NV |
|  | 11 décembre 2024 – New York, NY      |                                  |                                  |                                  | Bucks de Milwaukee      | Bucks de Milwaukee      | 110                              | 110                              |                                  |                                  |  |  | 17 décembre 2024 – Las Vegas, NV | 17 décembre 2024 – Las Vegas, NV | 17 décembre 2024 – Las Vegas, NV | 17 décembre 2024 – Las Vegas, NV |
|  |                                      |                                  | Hawks d'Atlanta                  | Hawks d'Atlanta                  | 102                     | 102                     |                                  |                                  |                                  |                                  |  |  | 17 décembre 2024 – Las Vegas, NV | 17 décembre 2024 – Las Vegas, NV | 17 décembre 2024 – Las Vegas, NV | 17 décembre 2024 – Las Vegas, NV |
|  | Knicks de New York                   | Knicks de New York               | Hawks d'Atlanta                  | Hawks d'Atlanta                  | 102                     | 102                     | 100                              | 100                              |                                  |                                  |  |  | 17 décembre 2024 – Las Vegas, NV | 17 décembre 2024 – Las Vegas, NV | 17 décembre 2024 – Las Vegas, NV | 17 décembre 2024 – Las Vegas, NV |
|  | Knicks de New York                   | Knicks de New York               | 14 décembre 2024 – Las Vegas, NV |                                  |                         |                         | 100                              | 100                              |                                  |                                  |  |  | 17 décembre 2024 – Las Vegas, NV | 17 décembre 2024 – Las Vegas, NV | 17 décembre 2024 – Las Vegas, NV | 17 décembre 2024 – Las Vegas, NV |
|  | Hawks d'Atlanta                      | Hawks d'Atlanta                  | 108                              | 108                              |                         |                         |                                  |                                  |                                  |                                  |  |  | 17 décembre 2024 – Las Vegas, NV | 17 décembre 2024 – Las Vegas, NV | 17 décembre 2024 – Las Vegas, NV | 17 décembre 2024 – Las Vegas, NV |
|  | Hawks d'Atlanta                      | Hawks d'Atlanta                  | 108                              | 108                              | Bucks de Milwaukee      | Bucks de Milwaukee      | 97                               | 97                               |                                  |                                  |  |  |                                  |                                  |                                  |                                  |
|  | 10 décembre 2024 – Oklahoma City, OK |                                  |                                  |                                  | Bucks de Milwaukee      | Bucks de Milwaukee      | 97                               | 97                               |                                  |                                  |  |  |                                  |                                  |                                  |                                  |
|  |                                      |                                  | Thunder d'Oklahoma City          | Thunder d'Oklahoma City          | 81                      | 81                      |                                  |                                  |                                  |                                  |  |  |                                  |                                  |                                  |                                  |
|  | Thunder d'Oklahoma City              | Thunder d'Oklahoma City          | Thunder d'Oklahoma City          | Thunder d'Oklahoma City          | 81                      | 81                      | 118                              | 118                              |                                  |                                  |  |  |                                  |                                  |                                  |                                  |
|  | Thunder d'Oklahoma City              | Thunder d'Oklahoma City          |                                  |                                  |                         |                         |                                  |                                  |                                  |                                  |  |  |                                  |                                  |                                  |                                  |
|  | Mavericks de Dallas                  | Mavericks de Dallas              | 104                              | 104                              |                         |                         |                                  |                                  |                                  |                                  |  |  |                                  |                                  |                                  |                                  |
|  | Mavericks de Dallas                  | Mavericks de Dallas              | 104                              | 104                              | Thunder d'Oklahoma City | Thunder d'Oklahoma City | 111                              | 111                              |                                  |                                  |  |  |                                  |                                  |                                  |                                  |
|  | 11 décembre 2024 – Houston, TX       |                                  |                                  |                                  | Thunder d'Oklahoma City | Thunder d'Oklahoma City | 111                              | 111                              |                                  |                                  |  |  |                                  |                                  |                                  |                                  |
|  |                                      |                                  | Rockets de Houston               | Rockets de Houston               | 96                      | 96                      |                                  |                                  |                                  |                                  |  |  |                                  |                                  |                                  |                                  |
|  | Rockets de Houston                   | Rockets de Houston               | Rockets de Houston               | Rockets de Houston               | 96                      | 96                      | 91                               | 91                               |                                  |                                  |  |  |                                  |                                  |                                  |                                  |
|  | Rockets de Houston                   | Rockets de Houston               |                                  |                                  |                         |                         |                                  | 91                               |                                  |                                  |  |  |                                  |                                  |                                  |                                  |
|  | Warriors de Golden State             | Warriors de Golden State         | 90                               | 90                               |                         |                         |                                  |                                  |                                  |                                  |  |  |                                  |                                  |                                  |                                  |
|  | Warriors de Golden State             | Warriors de Golden State         | 90                               | 90                               |                         |                         |                                  |                                  |                                  |                                  |  |  |                                  |                                  |                                  |                                  |
|  |                                      |                                  |                                  |                                  |                         |                         |                                  |                                  |                                  |                                  |  |  |                                  |                                  |                                  |                                  |